# Studio Puyukai
Studio Puyukai (Nhật: スタジオぷYUKAI Hepburn: Sutaijo Puyukai) là một xưởng phim hoạt hình Nhật Bản, nổi tiếng với việc sản xuất các phim hoạt hình mang kiểu chibi.

## Anime đã sản xuất

### Phim truyền hình
| Tựa đề                     | Thời gian phát sóng                       | Số tập | Ghi chú | Nguồn |
| -------------------------- | ----------------------------------------- | ------ | --- | ----- |
| Overlord: Ple Ple Pleiades | 25 tháng 9 năm 2015 – 2 tháng 10 năm 2018 | 39     | Một bản ngoại truyện mang phong cách chibi của Overlord.                                                                                           |       |
| Kaiju Girls (mùa 2)        | 9 tháng 1, 2018 – 27 tháng 3, 2018        | 12     | Phần tiếp theo của Kaiju Girls. | [ 1 ] |
| Bộ tứ dị giới              | 9 tháng 4 năm 2019 – 29 tháng 6 năm 2019  | 12     | Một bản anime giao thoa mang phong cách chibi giữa các bộ light novel KonoSuba, Overlord, Re:Zero − Bắt đầu lại ở thế giới khác và Tanya chiến ký. | [ 2 ] |
| Bộ tứ dị giới 2            | 15 tháng 1 năm 2020 – 1 tháng 4 năm 2020  | 12     | Phần tiếp theo của Bộ tứ dị giới. | [ 3 ] |
| Yoru wa Neko to Issho      | 4 tháng 8 năm 2022 – 22 tháng 9, 2022     | 16     | Dựa trên manga của Kyuryu Z. | [ 4 ] |
| Snack Basue                | 13 tháng 1, 2024 - 5 tháng 4, 2024        | 13     | Dựa trên manga của Forbidden Shibukawa. | [ 5 ] |

### Phim điện ảnh
- Isekai Quartet ~Another World~ (khởi chiếu ngày 10 tháng 6 năm 2022)[6]

### OVA
| Tên                          | Phát hành                           | Số tập | Ghi chú                                   | Tham khảo |
| ---------------------------- | ----------------------------------- | ------ | ----------------------------------------- | --------- |
| Boku, otaryman.              | 29 tháng 1, 2010                    | 2      |                                           |           |
| Spelunker-sensei             | 16 tháng 3, 2011                    | 1      |                                           |           |
| Macross Δ: Delta Shougekijou | 22 tháng 7, 2016 – 24 tháng 7, 2017 | 9      | Bản chibi ngoại truyện của Macross Delta. |           |
| Overlord                     | 30 tháng 9, 2016                    | 1      |                                           | [ 7 ]     |

### ONA
| Tên                                                       | Phát hành                                  | Số tập | Ghi chú                                                     | Tham khảo |
| --------------------------------------------------------- | ------------------------------------------ | ------ | ----------------------------------------------------------- | --------- |
| Agukaru: Agriculture Angel Barak                          | 17 tháng 9 năm 2010 – 1 tháng 4 năm 2014   | 5      |                                                             |           |
| Susei no Gargantia                                        | 10 tháng 4 năm 2013 – 3 tháng 7 năm 2013   | 13     | Bản chibi ngoại truyện của Susei no Gargantia.              |           |
| Agukaru: Agriculture Angel Baraki - Play with Ibaraki-hen | 6 tháng 6 năm 2014 – 21 tháng 3 năm 2015   | 20     | Phần tiếp theo của Agukaru: Agriculture Angel Barak.        |           |
| Madan no ō to Vanadis: Tigre to Vanadish                  | 10 tháng 10 năm 2014 – 6 tháng 1 năm 2015  | 14     | Bản chibi ngoại truyện của Madan no Ō to Vanadīsu.          |           |
| Re:Zero ~Kara Hajimeru Break Time~ (hai mùa)              | 8 tháng 4 năm 2016 – 26 tháng 3 năm 2021   | 36     | Bản chibi ngoại truyện của Re:Zero.                         | [ 8 ]     |
| Re:Zero Petit                                             | 24 tháng 6 năm 2016 – 23 tháng 9 năm 2016  | 14     | Phần tiếp theo của Re:Zero ~Kara Hajimeru Break Time~.      | [ 9 ]     |
| Kaiju Girls                                               | 27 tháng 9, 2016 – 13 tháng 12, 2016       | 12     | Ngoại truyện của Ultra Series.                              | [ 10 ]    |
| Youjo Senki                                               | 10 tháng 1 năm 2017 – 3 tháng 4 năm 2017   | 13     | Bản chibi ngoại truyện Tanya Chiến Ký.                      |           |
| Mahōjin Guru Guru Petit Anime Theater                     | 14 tháng 7 năm 2017 – 22 tháng 12 năm 2017 | 24     | Bản chibi ngoại truyện của Mahōjin Guru Guru.               |           |
| Shōjo Shūmatsu Ryokō                                      | 2 tháng 10 năm 2017 – 22 tháng 12 năm 2017 | 12     | Bản chibi ngoại truyện của Shōjo Shūmatsu Ryokō.            |           |
| ChibiReve                                                 | 12 tháng 4, 2021 – 20 tháng 9, 2021        | 24     | Bản chibi ngoại truyện Tokyo Revengers.                     | [ 11 ]    |
| Yoru wa Neko to Issho                                     | 12 tháng 10, 2022 – 11 tháng 1, 2023       | 14     | Phần tiếp theo của anime truyền hình Yoru wa Neko to Issho. | [ 12 ]    |
| Yoru wa Neko to Issho (mùa 2)                             | 8 tháng 3, 2023 - 15 tháng 11, 2023        | 30     | Phần tiếp theo của Yoru wa Neko to Issho.                   | [ 13 ]    |